# Lac Phoksundo
Le lac Phoksundo, aussi connu sous le nom de lac Phoksumdo est le 2eme lac le plus profond du Népal (145 m), après le lac Rara (165m). Il se situe dans le parc national de Shé Phoksundo (népalais : शे-फोक्सुण्डो ताल She-Phoksundo, anglais : Shey Phoksundo). À sa pointe sud, le village de Ringmo se situe sur le barrage causé par un glissement de terrain vieux de 30 000 à 40 000 ans qui a formé le lac.
Le lac Phoksundo a été désigné site Ramsar le 23 septembre 2007.